# Blatterite
La blatterite è un minerale.